# El Gasoducto Norte
El Gasoducto Norte (Північний газопровід) – одна з головних складових газотранспортної системи Аргентини, що доставляє газ із північного заходу до центрального регіону.
Маршрут газопроводу починається в одному з центрів нафтогазової промисловості країни – провінції Сальта – біля Кампо-Дюран та тягнеться до San Jerónimo в провінції Санта Фе, звідки прямує до столиці країни Буенос-Айресу. На завершальному етапі (після San Jerónimo) слідує в одному коридорі з іншим трубопроводом тієї ж компанії Transportadora de Gas del Norte S.A. (TGN) - газогоном Centro Oeste. Довжина основного газопроводу діаметром 600 мм складає 1454 км. Разом же з лупінгами та відгалуженнями довжина системи перевищує 4500 км. Одне з відгалужень перетинає річку Парана поблизу міста Санта Фе та доставляє ресурс на вихідну точку газопроводу до Бразилії Aldea Brazilera – Uruguaiana.
Спорудження El Gasoducto Norte розпочалось наприкінці 1950-х років внаслідок стрімкого зростання видобутку за рахунок північно-західного нафтогазоносного басейну, перш за все родовища Кампо-Дюран. Введений в дію у 1960 році газопровід перебрав на себе роль основного постачальника блакитного палива до столичного регіону, яка до того належала трубопроводу Комодоро Рівадавіа - Буенос-Айрес. Первісна потужність газогону складала 7 млн.м3 на день (що всемеро більше ніж у попередника), і була протягом наступних років поступово доведена до 26 млн.м3 за рахунок збільшення кількості компресорних станцій з чотирьох до дванадцяти та нарощування їх потужності.
Втім, у зв'язку з вичерпанням родовищ провінції Сальта на початку 2010-х Північний газопровід працював приблизно на 2/3 потужності, при тому що через нього також здійснюється імпорт болівійського природного газу.